# NRP General Pereira d'Eça (F477)
O NRP General Pereira d'Eça (número de amura F477) foi uma corveta da classe João Coutinho. O navio foi baptizado em homenagem a António Pereira de Eça.

## Cronologia
- Em Junho de 2013 o Governo Regional da Madeira formalizou um pedido junto do ministério da Defesa Nacional para a cedência de duas embarcações em processo de abate para serem usadas como recife artificial, entre as quais se incluía a corveta General Pereira d'Eça.[1]

- A 28 de Outubro de 2014 foi anunciado que a corveta General Pereira d'Eça estaria destinada a servir de recife artificial na Região Autónoma da Madeira.[2][3]
- No dia 13 de Julho 2016 a corveta "General Pereira d'Eça" foi afundada na baía de Porto Santo, à profundidade de 29 m.